# ليزلي براون (عسكري)
ليزلي براون (بالإنجليزية: Leslie Brown)‏ هو عسكري جنوب أفريقي، ولد في 11 يوليو 1893 في بيترماريتزبرغ في جنوب أفريقيا، وتوفي في 28 يونيو 1978.